# Logaritmisch papier

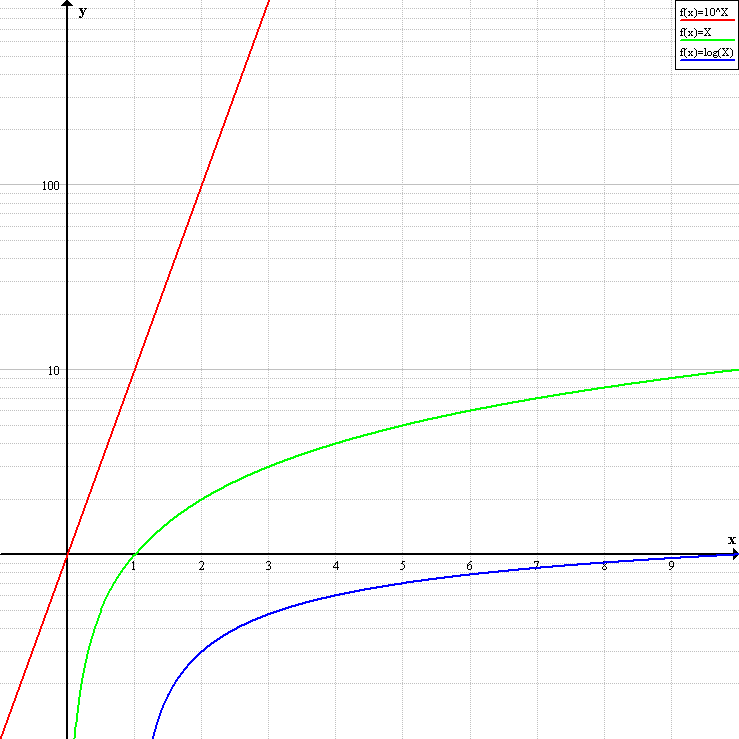
de grafieken van y=x (groen), y=10^{x}(rood) en y=log(x) (blauw) op logaritmisch papier.

Logaritmisch papier of enkellogaritmisch papier, en dubbellogaritmisch papier, is een hulpmiddel bij het tekenen van grafieken of diagrammen. Tegenwoordig is papier vervangen door elektronische methodes. Zo kan in bijvoorbeeld software voor een grafiek in een spreadsheet een logaritmische as ingesteld worden.
Toepassing van logaritmisch papier maakt deel uit van de stof voor wiskunde-eindexamens op havo en vwo.